# خط راه‌آهن قزوین-رشت
خط راه‌آهن قزوین-رشت یا راه‌آهن گیلان از طرح‌های ملی خطوط ریلی ایران است که از مهر ۱۳۸۵ و همزمان با سفر محمود احمدی نژاد (رئیس دولت نهم) به استان گیلان شروع شد، و در ۱۵ اسفند ۱۳۹۷ به بهره‌برداری رسید.
این خط که دارای ۱۶۴ کیلومتر طول است، از شهر قزوین آغاز و در شهر رشت به پایان می‌رسد. بنابر برنامه در آینده این خط از شهر رشت به‌طور مجزا در سه مسیر مجزا خط راه‌آهن رشت-بندر کاسپین، خط راه‌آهن رشت بندر انزلی و خط راه‌آهن رشت-بندر آستارا امتداد پیدا می‌کند. خط راه‌آهن رشت آستارا به راه‌آهن کشور جمهوری آذربایجان متصل می‌شود. خط راه‌آهن قزوین-رشت با هزینه ۱۸۰۰ میلیارد تومانی از مهر ۱۳۸۱ آغاز به ساخت شده‌است.
این راه‌آهن بخشی از کوریدور شمال-جنوب ایران است.

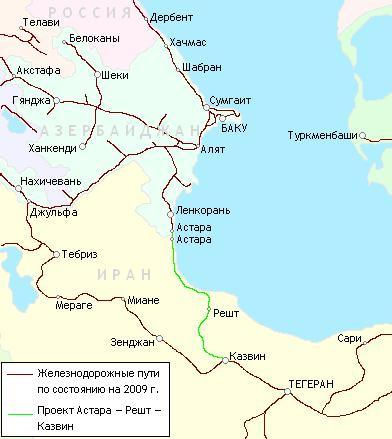
خط راه‌آهن قزوین-رشت

## مشخصات فنی
۵۰ درصد این خط در دشت، ۱۰ درصد آن در تپه ماهور و ۴۰ درصد در مناطق کوهستانی قرار گرفته و ۸۰ پل به طول ۱۳٬۰۵۳ متر و ۵۲ تونل به طول ۲۲٬۰۰۰ متر از مشخصات فنی این پروژه است. بزرگترین پل راه‌آهن ایران در مسیر این خط به طول یک هزار و ۴۳۰ متر روی سد منجیل است ساخته شده.
همچنین در راه‌آهن قزوین–رشت بیش از ۳۰ هزار تن ریل، ۱۸۰ دستگاه سوزن، بیش از ۴۰۰ هزار تن تراورس بتنی، ۸۰۰ هزار دست پابند و بیش از ۶۰۰ هزار متر مکعب بالاست به کار رفته‌است.

## ایستگاه‌ها
| ایستگاه‌ها | تقاطع‌ها               |
| --------- | --------------------- |
| سیاه چشمه | تهران-تبریز           |
| کوهین     |                       |
| شیرین سو  |                       |
| لوشان     |                       |
| منجیل     |                       |
| رستم‌آباد  |                       |
| سراوان    |                       |
| رشت       | رشت-انزلی، رشت-آستارا |